# 蒂米什瓦拉都主教座堂

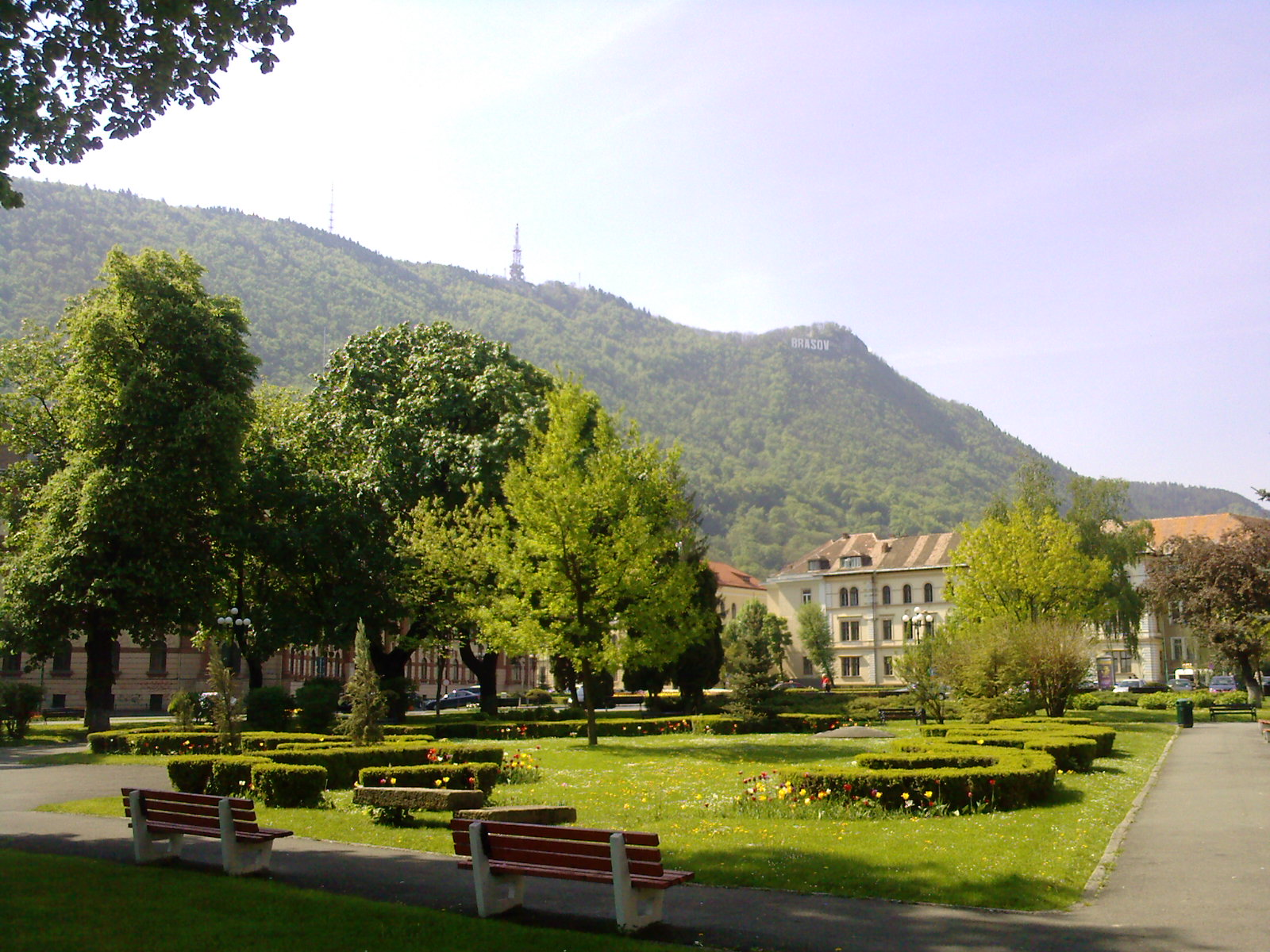

蒂米什瓦拉都主教座堂（羅馬尼亞語：Catedrala Mitropolitană din Timișoara）是位於羅馬尼亞西部地區城市蒂米什瓦拉的一座東正教主教座堂。這座教堂被列入羅馬尼亞的歷史紀念建築。

## 外部連結
- Timișoara Metropolitan Cathedral （页面存档备份，存于） at Metropolis of Banat website
- Timisoara.org: The Metropolitan Cathedral of Banat

45°45′02″N 21°13′27″E / 45.75069°N 21.22412°E